# Lluís Solé i Sabarís
Lluís Solé i Sabarís (Gavà, Baix Llobregat, 18 de maig de 1908 - Capellades, Anoia, 14 de juliol de 1985) fou un geògraf i geòleg català. Pare d'Oriol Solé Sugranyes, fill de Felip Solé i Olivé i germà de Felip Solé i Sabarís.

## Biografia
Va néixer el 1908 a la ciutat de Gavà, situada a la comarca del Baix Llobregat. De ben petit la seva família es traslladà a Lleida. L'any 1925 es diplomà com a mestre i el 1929 es llicencià a la Universitat de Barcelona en Ciències Naturals. Posteriorment amplià els seus coneixements a Alemanya, on estudià paleontologia, matèria a la qual va dedicar el seu doctorat l'any 1936.
Dedicat a la docència, fou professor d'institut a Figueres i Tarragona. Després de la Guerra Civil espanyola aconseguí la càtedra de Geografia Física a la Universitat de Granada, i l'any 1943 obtingué la càtedra a la Universitat de Barcelona.
L'any 1981 fou guardonat amb la Creu de Sant Jordi, concedida per la Generalitat de Catalunya. Morí l'any 1985 a la seva residència de Capellades, població situada a la comarca de l'Anoia.

## Activitat professional
L'any 1926 conegué a Pau Vila, gràcies al qual va entrar en contacte amb la geografia, i que l'encoratjà a participar en la fundació de la Societat Catalana de Geografia l'any 1935, de la qual fou president entre 1972 i 1981.
Des de la seva càtedra de geografia a la Universitat de Barcelona aconseguí institucionalitzar aquesta disciplina científicament, gràcies a la seva relació amb Joan Vilà i Valentí i Maria de Bolòs i, mitjançant l'establiment d'una seu del Centre Superior d'Investigacions Científiques (CSIC) a la mateixa universitat i la fundació de l'Instituto de Estudios Pirenaicos. Aquest institut va permetre relacionar els professionals de la geografia catalana i espanyola amb els francesos, clarament vinculats a l'escola regional de geografia.
Fou autor, entre d'altres, dels llibres:
- 1938: Introducción a la geología[1]

- 1951: Los Pirineos[1]
- 1952: Geografía de España y Portugal, en col·laboració amb Manuel Terán Álvarez
- 1958-1974: Geografia de Catalunya, direcció de l'obra en quatre volums
- 1968: Geografía Regional de España,[1] amb Manuel Terán
- 1975 Sobre el concepte de regió natural i la seva evolució
- 1978: Geografía General de España, amb Manuel Terán

## Reconeixements
Des de l'any 2001 l'Institut d'Estudis Catalans convoca anualment el Premi Lluís Solé i Sabarís de Geografia, ofert al millor treball d'investigació o d'assaig sobre geografia i dotat amb 4.200 euros.